# Чемпіонат Німеччини з хокею 2006—2007
Чемпіонат Німеччини з хокею 2007 — 90-ий чемпіонат Німеччини з хокею, чемпіоном став Адлер Мангейм. Чемпіонат тривав з 7 вересня 2006 року по 4 березня 2007 року. Матчі серії плей-оф проходили з 16 березня по 17 квітня 2007 року.

## Регулярний сезон
| М   | Команда               | І  | В  | ВО | ПО | П  | Ш       | О   |
| --- | --------------------- | -- | -- | -- | -- | -- | ------- | --- |
| 1.  | Адлер Мангейм         | 52 | 26 | 6  | 8  | 9  | 184:147 | 107 |
| 2.  | ДЕГ Метро Старс       | 52 | 28 | 5  | 4  | 15 | 163:127 | 98  |
| 3.  | Sinupret Ice Tigers   | 52 | 26 | 8  | 1  | 17 | 181:136 | 95  |
| 4.  | Інгольштадт           | 52 | 28 | 2  | 6  | 16 | 180:146 | 94  |
| 5.  | Кельнер Гайє          | 52 | 26 | 2  | 9  | 15 | 177:135 | 91  |
| 6.  | Ганновер Скорпіонс    | 52 | 23 | 3  | 9  | 17 | 162:157 | 84  |
| 7.  | Гамбург Фрізерс       | 52 | 20 | 10 | 3  | 19 | 169:153 | 83  |
| 8.  | «Франкфурт Ліонс»     | 52 | 24 | 4  | 3  | 21 | 171:171 | 83  |
| 9.  | Айсберен Берлін       | 52 | 22 | 2  | 7  | 21 | 171:157 | 77  |
| 10. | Крефельдські Пінгвіни | 52 | 18 | 6  | 5  | 23 | 170:173 | 71  |
| 11. | Ізерлон Рустерс       | 52 | 18 | 6  | 4  | 24 | 148:163 | 70  |
| 12. | Штраубінг Тайгерс     | 52 | 12 | 8  | 4  | 28 | 135:189 | 56  |
| 13. | Аугсбург Пантерс      | 52 | 11 | 6  | 3  | 32 | 148:205 | 48  |
| 14. | Дуйсбург              | 52 | 8  | 3  | 5  | 36 | 118:218 | 35  |

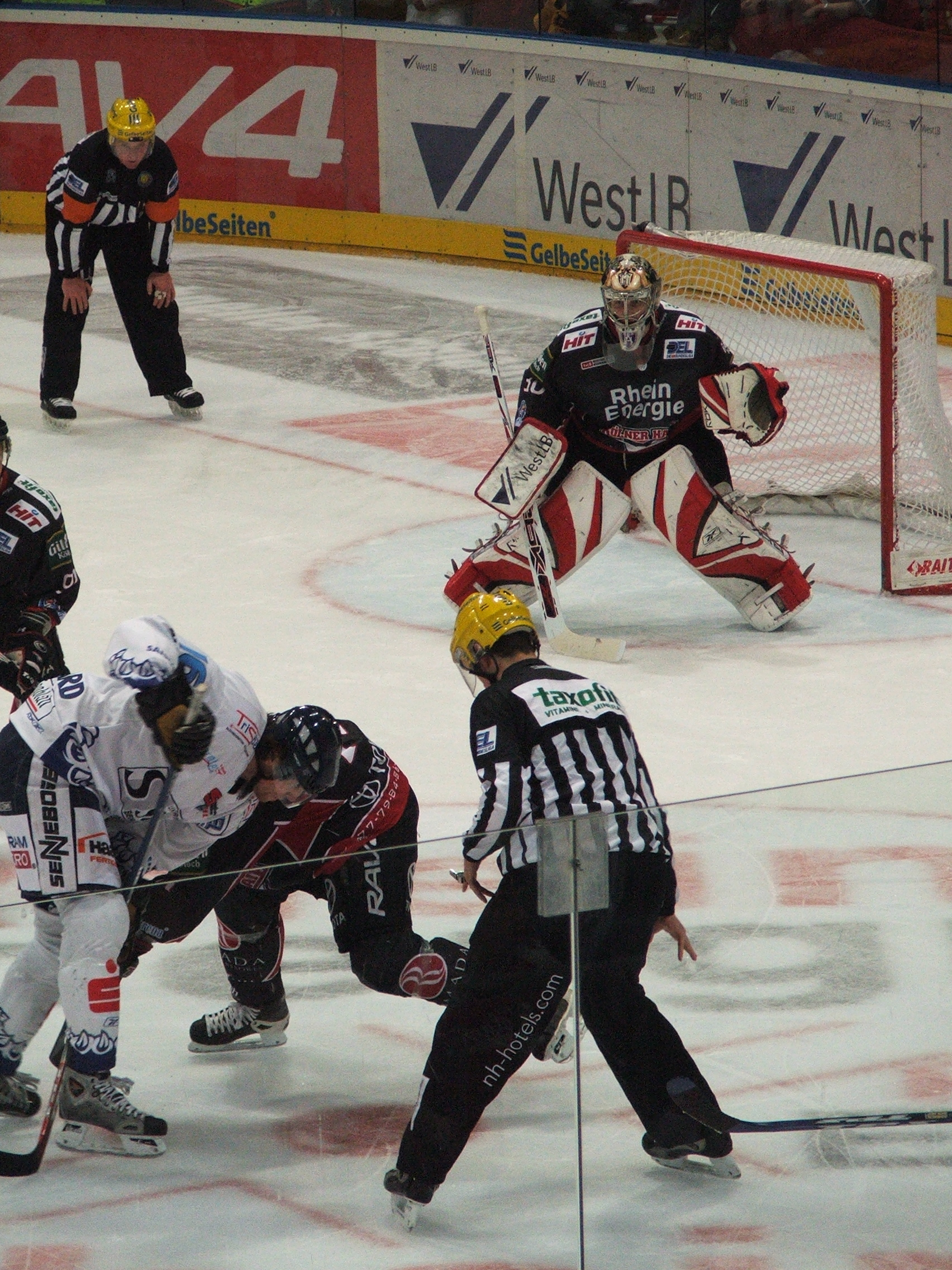
Матч Штраубінг Тайгерс — Кельнер Гайє, грудень 2006

Скорочення: М = підсумкове місце, І = ігри, В = перемоги, ВО = перемога в овертаймі, ПО = поразки в овертаймі, П = поразки,  Ш = закинуті та пропущені шайби, О = набрані очки
Згідно з регламентом за перемогу - три очка, за перемогу в овертаймі - два очка, за поразку в овертаймі - одне очко.

## Кваліфікація
- Гамбург Фрізерс — Крефельдські Пінгвіни 5:3, 5:3
- «Франкфурт Ліонс» — Айсберен Берлін 3:4, 2:1, 6:0

## Плей-оф

### Чвертьфінали
- ДЕГ Метро Старс — Гамбург Фрізерс 3:2, 4:0, 5:4 ОТ, 1:3, 6:1
- Адлер Мангейм — «Франкфурт Ліонс» 4:3 ОТ, 6:2, 2:1, 2:4, 3:2
- Sinupret Ice Tigers — Ганновер Скорпіонс 3:5, 2:3, 3:0, 3:2, 3:2 ОТ, 3:2 ОТ
- Інгольштадт — Кельнер Гайє 1:5, 1:4, 6:2, 0:1 ОТ, 6:4, 1:5

### Півфінали
- Адлер Мангейм — Кельнер Гайє 7:2, 6:4, 2:0
- ДЕГ Метро Старс — Sinupret Ice Tigers 2:3 Б, 3:4, 5:4 ОТ, 0:1

### Фінал
- Адлер Мангейм — Sinupret Ice Tigers 3:2 ОТ, 6:2, 5:2

## Склад чемпіонів
Адлер Мангейм:
- Воротарі: Жан-Марк Пельтьє, Ілпо Кауханен, Денні аус ден Біркен, Роберт Мюллер
- Захисники: Блек Слоан, Свен Бутеншон, Паскаль Трепаньє, Франсуа Бушард, Мартін Анчічка, Фелікс Петерманн, Штефан Ретцер
- Нападники: Натан Робінсон, Едуард Левандовські, Джейсон Ясперс, Томаш Мартінець, Крістоф Улльманн, Рене Корбе, Колін Форбс, Ріко Фата, Джеф Шатц, Франсуа Метьє, Ронні Арендт, Маркус Кінк, Рік Жирар, Фабіо Карчіола, Саша Бланк
- Тренери: Грег Посс — гол. тренер, Тіл Фаулер — пом. гол. тренера